# Felix Kaspar
Felix Kaspar (n. 14 ianuarie 1915, Viena, Austro-Ungaria – d. 5 decembrie 2003, Bradenton, Florida, SUA) a fost un patinator artistic ce a reprezentat Austria, medaliat olimpic. A participat la 1 ediție a Jocurilor Olimpice (1936) în care a câștigat 1 medalie de bronz.

## Participări
Lista de mai jos prezintă principalele competiții la care a participat Felix Kaspar de-a lungul carierei.
- figure skating at the 1936 Winter Olympics – men's singles[*]